# Židovice, Jičín
Židovice là một làng thuộc huyện Jičín, vùng Královéhradecký, Cộng hòa Séc.